# Casa del Pançà
Casa del Pançà és una casa de Lleida protegida com a bé cultural d'interès local.

## Descripció
Habitatge entre mitgeres amb soterrani, planta baixa, dues plantes i golfes, que ajuda a conformar la façana correguda d'habitatges a la plaça de Sant Llorenç. Façana plana de rajola vista sobre un sòcol de pedra, de composició molt senzilla i funcional. Trull ensorrat a l'interior, balcons de ferro. Parament a la planta baixa i totxo vist a les plantes superiors. Teula àrab a la teulada. Murs de càrrega i fusteria corcada.

## Història
Façana sobreposada a uns fonaments medievals.